# Estelite
Estelite ou estelita é uma liga de crómio e cobalto especialmente resistente ao desgaste. Pode ser composta também por tungsténio, carbono e outros elementos.

## História
Foi inventada pelo americano Elwood Haynes, criador da companhia que viria a produzir e comercializar a sua descoberta, a Haynes Stellite Co..
O nome português deriva da marca registada "Stellite" havendo também quem lhe chame "Talonita".

## Composição
O fabricante da liga, actualmente a Deloro Stellite fabrica diferentes ligas com distintas percentagens dos componentes, em função das aplicações a que se destinem..
A percentagem de cobalto oscila entre os 30% e os 65%, a de crómio entre os 10% a 65%, tungsténio entre os 3% e os 60%, e o carbono não ultrapassa os 4%.

## Características
A estelita tem uma elevada lubricidade, isto é, capacidade de "deslizar" sobre outro material, o que a torna muito mais resistente que o aço normal que não possui esta característica..A estelite tem também uma elevada resistência ao calor, ao desgaste e à corrosão.
A estelita é usada para o fabrico de instrumentos cirúrgicos, algumas peças de automóveis (por exemplo revestimento das válvulas do motor e respectivas sedes), lâminas das turbinas de aviões e ainda em variadas ferramentas em que a resistência ao desgaste seja importante.